# Сотресгудо
Сотресгудо (ісп. Sotresgudo) — муніципалітет в Іспанії, у складі автономної спільноти Кастилія-і-Леон, у провінції Бургос. Населення — 530 осіб (2010).
Муніципалітет розташований на відстані близько 240 км на північ від Мадрида, 47 км на північний захід від Бургоса.
На території муніципалітету розташовані такі населені пункти: (дані про населення за 2010 рік)
- Амая: 48 осіб
- Барріо-де-Сан-Фелісес: 22 особи
- Каньїсар-де-Амая: 68 осіб
- Куевас-де-Амая: 24 особи
- Гуаділья-де-Вільямар: 120 осіб
- Пеонес-де-Амая: 7 осіб
- Пуентес-де-Амая: 0 осіб
- Кінтанілья-де-Ріофресно: 37 осіб
- Ребольєдільйо-де-ла-Орден: 15 осіб
- Саласар-де-Амая: 44 особи
- Сотовельянос: 34 особи
- Сотресгудо: 111 осіб

## Демографія
Динаміка населення (INE ):